# العجوز الحكيم

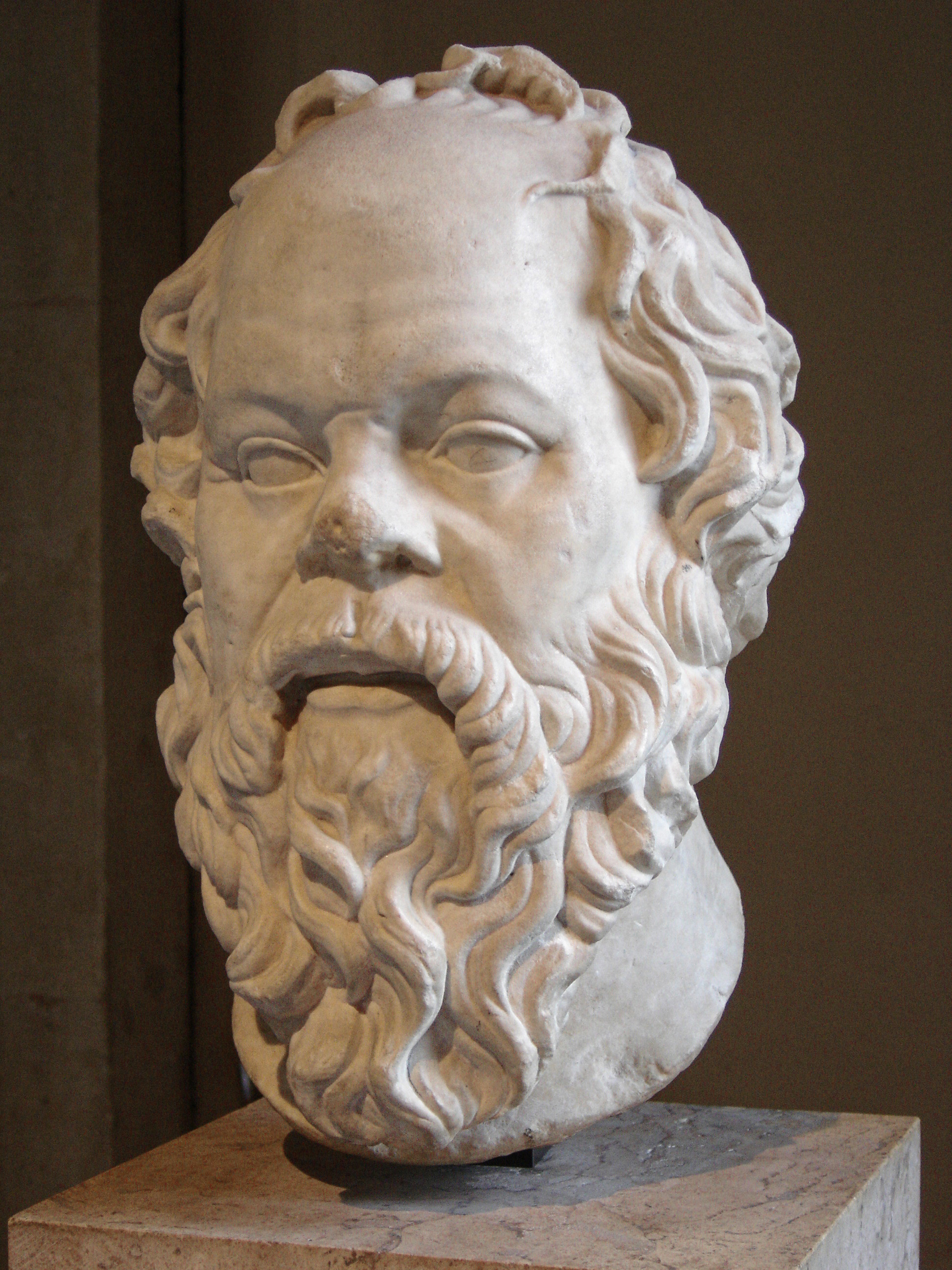

العجوز الحكيم (بالإنجليزية: Wise old man)‏ الرجل العجوز هو نموذج أصلي كما وصفه كارل يونج، بالإضافة إلى شخصية أدبية كلاسيكية، ويمكن اعتباره شخصية وضعية. يمكن أن يكون الرجل العجوز الحكيم فيلسوفًا عميقًا يتميز بالحكمة والحكم السليم.

## السمات
عادةً ما يتم تمثيل هذا النوع من الشخصيات كشخص لطيف وكبير السن مثل الأب الذي يستخدم المعرفة الشخصية للناس والعالم للمساعدة في سرد القصص وتقديم الإرشادات التي، بطريقة باطنية، قد تثير إعجاب جمهوره بمعرفة من هم والذين قد يصبحون، وبالتالي يتصرف كمعلم. قد يظهر أحيانًا كأستاذ متغيب الذهن، ويظهر متغيبًا عن التفكير بسبب ميله إلى السعي وراء كثرة التأمل.